# Psychoda buxtoni
Psychoda buxtoni är en tvåvingeart som beskrevs av Toni M. Withers 1988. Psychoda buxtoni ingår i släktet Psychoda och familjen fjärilsmyggor. Inga underarter finns listade i Catalogue of Life.